# Fabian Schwab
Fabian Schwab (* vor 1988) ist ein deutscher Schauspieler und Synchronsprecher.

## Leben
Als Schauspieler war Schwab unter anderem in der bekannten DDR-Fernsehserie Der Staatsanwalt hat das Wort zu sehen und als Synchronsprecher lieh Schwab unter anderem dem von Aron Eisenberg gespielten Ferengi Nog in der bekannten Science-Fiction-Serie Star Trek: Deep Space Nine seine Stimme.

## Filmografie
- 1988: Der Staatsanwalt hat das Wort als Matti Gabor in der Folge Zerschlagene Liebe
- 1992: Das große Fest (Fernsehfilm)

## Synchronarbeiten
- Aron Eisenberg in Star Trek: Deep Space Nine
- David Lago in Eine himmlische Familie
- Matt Austin in Power Rangers: S.P.D.